# Henry A. Lardy
Henry A. Lardy (Roslyn, Dacota do Sul, 19 de agosto de 1917 – Madison, Wisconsin, 4 de agosto de 2010) foi um bioquímico estadunidense. Foi professor emérito do Departamento de Bioquímica da Universidade do Wisconsin-Madison. Foi eleito membro da Academia Nacional de Ciências dos Estados Unidos em 1958.

## Prêmios e distinções
- 1949 - Prêmio Pfizer de Química de Enzimas (American Chemical Society)
- 1981 - Prêmio Wolf de Agronomia
- 1988 - Prêmio William C. Rose[2]